# Сибукава-рю
Сибукава-рю (яп. 渋川流) — древняя школа дзюдзюцу, классическое боевое искусство Японии, основанное в XVII веке мастером по имени Сибукава Бангоро Ёсимаса / Ёсиката. Сибукава-рю является одним из наиболее известных ответвлений школы Сэкигути-рю.

## История
Школа Сибукава-рю была основана в XVII веке мастером по имени Сибукава Бангоро Ёсиката (165?—1704), одним из самых известных учеников Сэкигути Удзинари, 2-го сокэ Сэкигути-рю. Однако, по некоторым предположениям, Бангоро также обучался у Сэкигути Дзюсина. Предполагается, что Сибукава, родившийся в префектуре Вакаяма или Ямато, приступил к изучению традиций Сэкигути-рю в 16 лет. В 1680 году, после 14 лет упорных тренировок, он получил мэнкё кайдэн и начал собственный путь мастера боевых искусств. Приблизительно в 1681 году Бангоро переехал в город Эдо, где открыл собственный додзё под названием Бугидо. В 1704 году Ёсимаса скончался.
Вторым главой школы стал Сибукава Томоэмон Танэтика. Согласно истории в Кисю Дзювасю, Танэтика предложил провести сравнительное сражение Такэмицу Рюфукэну (представитель Такэмицу-рю), однако впоследствии отказался или исчез.
Большой вклад в развитие школы внёс четвёртый сокэ, Сибукава Бангоро Токихидэ, написавший большое число манускриптов о школе.
Согласно истории Морисима Дэн Сибукава-рю, основателем Сибукава-рю является Сибукава Бангоро Сиротака, ученик Сэкигути Хатиродзаэмона Удзинари. После получения гокуи кайдэ, он перебрался в город Эдо, где основал собственный стиль. История линии говорит о том, что Морисима Мотомэ Кацутодзё получил от Бангоро Сиротаки право на преподавание техник школы Сибукава-рю в области Хиросима. В период Мэйдзи школа была дислоцирована в префектуру Осака мастером Ояма Дзэнтаро Масакацу, который открыл додзё в Сибадзима. На сегодняшний день традиции Морисима Сибукава-рю всё ещё сохраняются и изучаются в Осаке. 11-м главой школы является Мидзута Масуо Такэюки.
По состоянию на 2011 год школа Сибукава-рю входит в состав организации Нихон Кобудо Кёкай.

## Генеалогия
Линия передачи традиций школы Сибукава-рю выглядит следующим образом:
1. Сибукава Бангоро Ёсимаса;
2. Сибукава Томоэмон Танэтика (?—1729);
3. Сибукава Бангоро Танэтика (1690—1763);
4. Сибукава Бангоро Токихидэ (1720—1797);
5. Миядзаки Гиэмон Мицуёси (?—1860);

## Ответвления
Наиболее известными ответвлениями школы Сибукава-рю являются:
- Сибукава Ити-рю;
- Кокки Сибукава-рю (специализировалась на дзюдзюцу и дзиттэдзюцу);
- Тэнцу Муруй-рю.